# 박태경 (배우)
박태경(1964년 10월 20일 ~ 2016년 11월 13일)은 대한민국의 배우이다.

## 출연 작품

### 영화
- 《연기의 중력》 (2016년) - 사채꾼 역
- 《돼지 같은 여자》 (2015년) - 유자 부 역
- 《생일케익》 (2015년) - 영준 역
- 《천웅괴담》 (2012년)
- 《도둑들》 (2012년) - 진짜수위 역
- 《청춘 그루브》 (2012년) - 창대회사 부장 역
- 《취한 배》 (2011년) - 향이 아버지 역
- 《굿바이 보이》 (2011년) - 당숙 역
- 《심야의 FM》 (2010년) - 취객 역
- 《여름 32.9°C》 (2009년) - 경비아저씨 역
- 《불꽃처럼 나비처럼》 (2009년) - 스님 1 역
- 《겨울나기》 (2005년)
- 《하류인생》 (2004년) - 정필구 의원 역
- 《해피 에로 크리스마스》 (2003년) - 구세군 산타 역
- 《선택》 (2003년) - 동료 곰보 교도관 역
- 《살인의 추억》 (2003년) - 동료 형사 역
- 《겨울 미리내》 (1992년)

### 드라마
- 《내 마음이 들리니》 (MBC, 2011년) - 백성학 역
- 《자이언트》 (SBS, 2010년)
- 《별을 따다줘》 (SBS, 2010년)
- 《시티홀》 (SBS, 2009년) - 부정한 역
- 《떼루아》 (SBS, 2008년) - 황계동 역

## 사망
2016년 11월 13일 지병인 간암으로 사망하였다.